# William Montrose Graham
William Montrose Graham, Jr (28 septembre 1834 – 16 janvier 1916), était un militaire de carrière de l'armée des États-Unis, atteignant le rang de major-général. Il est un vétéran à la fois de la guerre de Sécession et la guerre hispano-américaine.

## Biographie
Graham naît à Washington, D.C., fils du colonel James Duncan Graham (1799-1865) et Charlotte Meade (sœur de George Gordon Meade). Il épouse Aroostine Brewerton Ricketts en 1860 à la forteresse Monroe, VA. Son oncle et homonyme, William Montrose Graham (1798-1847), a été tué pendant la guerre américano-mexicaine, tandis qu'il commandait le 11th U.S. Infantry à Molino del Rey. 
Le jeune Graham reçoit une commission dans le 1st Regiment of Artillery en 1855, et gagne deux promotions rapides jusqu'au grade de capitaine avec le déclenchement de la guerre de Sécession. 
Pendant la guerre, il est cité pour acte de bravoure lors de la campagne de la Péninsule, pour ses actions à Antietam, et pour ses actions à Gettysburg. Graham reçoit plusieurs brevets (honneur) de promotion pour ces actions, y compris ceux de commandant (1er juillet 1862, Malvern Hill), de lieutenant-colonel (17 septembre 1862, Antietam), et de colonel (3 juillet 1863, Gettysburg). Son unité, la batterie K du 1st U.S. Light Artillery, fait partie, à partir de 1863, de la célèbre brigade d'artillerie montée des États-Unis.
Graham sert avec l'armée régulière jusqu'en avril 1865, quand il accepte une commission de colonel du 2nd District of Columbia Infantry. Récompensé par son dernier brevet de la guerre, de brigadier général dans l'armée régulière, il quitte le service actif des volontaires en septembre et retourne dans le service régulier. 
Il reste dans l'armée après la guerre, servant dans les 4th et 5th Artillery, s'élevant au grade de brigadier général dans l'armée régulière (26 mai 1897). Au début de la guerre hispano-américaine, en mai 1898, il est promu major général des volontaires des États-Unis. Après un bref service au commandement du deuxième corps d'armée au camp Alger et au camp Meade, il prend sa retraite de l'armée régulière à son 64e anniversaire, et quitte honorablement le service des volontaires, le 30 novembre 1898. 
En 1898, il devient compagnon de la commanderie de Pennsylvanie de l'ordre militaire des guerres étrangères. 
Il meurt à Wardour, au Maryland, le 16 janvier 1916, et est enterré dans le cimetière du Congrès, à Washington.